# Arsenal Saint-Hilaire
L'arsenal Saint-Hilaire est un monument historique situé à Sélestat, dans la Collectivité européenne d'Alsace. Cet édifice initialement dévolu à la défense de la cité occupe une place de premier plan dans l'histoire militaire et politique du bassin du Rhin.

## Localisation
L'arsenal est situé à l'entrée de la rue des Chevaliers, au cœur de la vieille ville de Sélestat et aux abords de la tour de l'Horloge.

## Historique
Si l'arsenal Saint-Hilaire est construit au début du XVIe siècle, ses fondations les plus anciennes remontent aux années 1280. Un autre édifice, l'hôtel de Rothliep, était initialement accolé au bâtiment. Il est toutefois détruit vers 1910 pour céder la place à un bâtiment de style néo-Renaissance. La partie restante porte une inscription qui indique 1518 comme année d'achèvement des travaux. Cette date inscrit la construction de l'arsenal en plein cœur d'une période souvent décrite comme « l'âge d'or » de Sélestat. Surtout en raison du large rayonnement de son école latine, la ville bénéficie au tournant des XVe et XVIe siècles d'une réputation internationale qui attire de nombreux lettrés, prédicateurs ou poètes. Elle se distingue comme la capitale de l'humanisme rhénan, ce dont témoignent notamment les séjours répétés qu'y effectue Érasme de Rotterdam entre 1515 et 1522. L'essor considérable que connaît Sélestat dans ces années fait rapidement apparaître l'Arsenal Saint-Hilaire comme trop exigu pour contenir toutes les fournitures militaires nécessaires à la défense municipale. Le magistrat de la cité lui adjoint donc en 1534 un étage de l'arsenal Sainte-Barbe, jusqu'alors affecté à la seule conservation de marchandises et de denrées alimentaires.
Entre 1632 et 1634, la ville de Sélestat est conquise par les armées suédoise puis française et perd momentanément son statut de Ville libre du Saint-Empire romain germanique. C'est dans ce contexte de la guerre de Trente Ans que l'arsenal Saint-Hilaire change une première fois d'allégeance et passe sous le contrôle du gouvernement militaire de la France. Bien que la porte Neuve à proximité de laquelle il se situe n'était déjà plus fonctionnelle à la fin du Moyen Âge, l'arsenal occupait toujours un emplacement stratégique. Situé à proximité immédiate de l'espace non bâti entre la ville et ses faubourgs, il permettait de rallier rapidement les plates-formes sud-est, sud et sud-ouest des doubles murs d'enceinte de Sélestat.
Initialement appelé Zeughaus (« arsenal » en allemand), l'édifice prend en 1785 le nom du commandant de l'artillerie municipale Marc Gaspard Capriol de Saint-Hilaire après que celui-ci y ait effectué d'importants travaux. L'édifice abrite alors les armes, salpêtres et munitions nécessaires à la défense de la ville, mais aussi plusieurs milliers d’outils de pionniers, du plomb ou encore du goudron. La charpente à trois niveaux de greniers recouverts de tommettes atteste de la fonction de stockage du bâtiment.
Lorsque les armées européennes marchent sur Paris pour mettre un terme au pouvoir napoléonien, la ville de Sélestat s'engage dans la Campagne de France et subit un siège des troupes bavaroises en 1814. Un important incendie se déclare alors dans les maisons voisines et entraîne l'évacuation de toutes les munitions entreposées dans l'arsenal Saint-Hilaire, par crainte qu'elles n'explosent et ne provoquent la destruction de toute la vieille ville de Sélestat.
Au terme de la guerre franco-prussienne et de l'annexion de l'Alsace-Moselle par l'Empire allemand en 1871, les fortifications de la ville de Sélestat édifiées en 1691 par Vauban sont en grande partie démantelées. L'arsenal perd alors sa fonction défensive et est converti en caserne militaire œuvrant au recrutement de l'armée allemande (1871-1919) puis française. Longtemps affecté au ministère de la Défense, il se trouve aujourd'hui en mains privées et fait l'objet d'une inscription à l'inventaire des Monuments Historiques depuis 1984.
La cour de l'arsenal accueille régulièrement des concerts, représentations théâtrales, expositions d'artistes ou autres évènements à caractère culturel sous ses auvents. Un marché réservé aux producteurs locaux engagés en faveur de l'agriculture biologique ou de l'élevage raisonné y a lieu chaque samedi matin. Depuis sa rénovation, l'édifice accueille également des appartements destinés à la location de vacances (Sweet Home Conciergerie Kintzheim, Airbnb, Booking.com,...) ou saisonnière dans un complexe nommé Le Rhenanus.

## Architecture
L'arsenal est construit en briques avec des chaînages d'angle en grès. Son grenier est réparti sur trois niveaux et présente une charpente de bois d'une complexité particulièrement remarquable. Entièrement refaite en 2014, la toiture du bâtiment est recouverte de tuiles en queue de castor (dites "biberschwanz") qui sont caractéristiques du bâti alsacien. L'ensemble de l'édifice est réhabilité au terme d'une ample campagne de restauration achevée en 2020 et menée en collaboration avec la Conservation régionale des Monuments Historiques de la Direction Régionale des Affaires Culturelles du Grand Est.

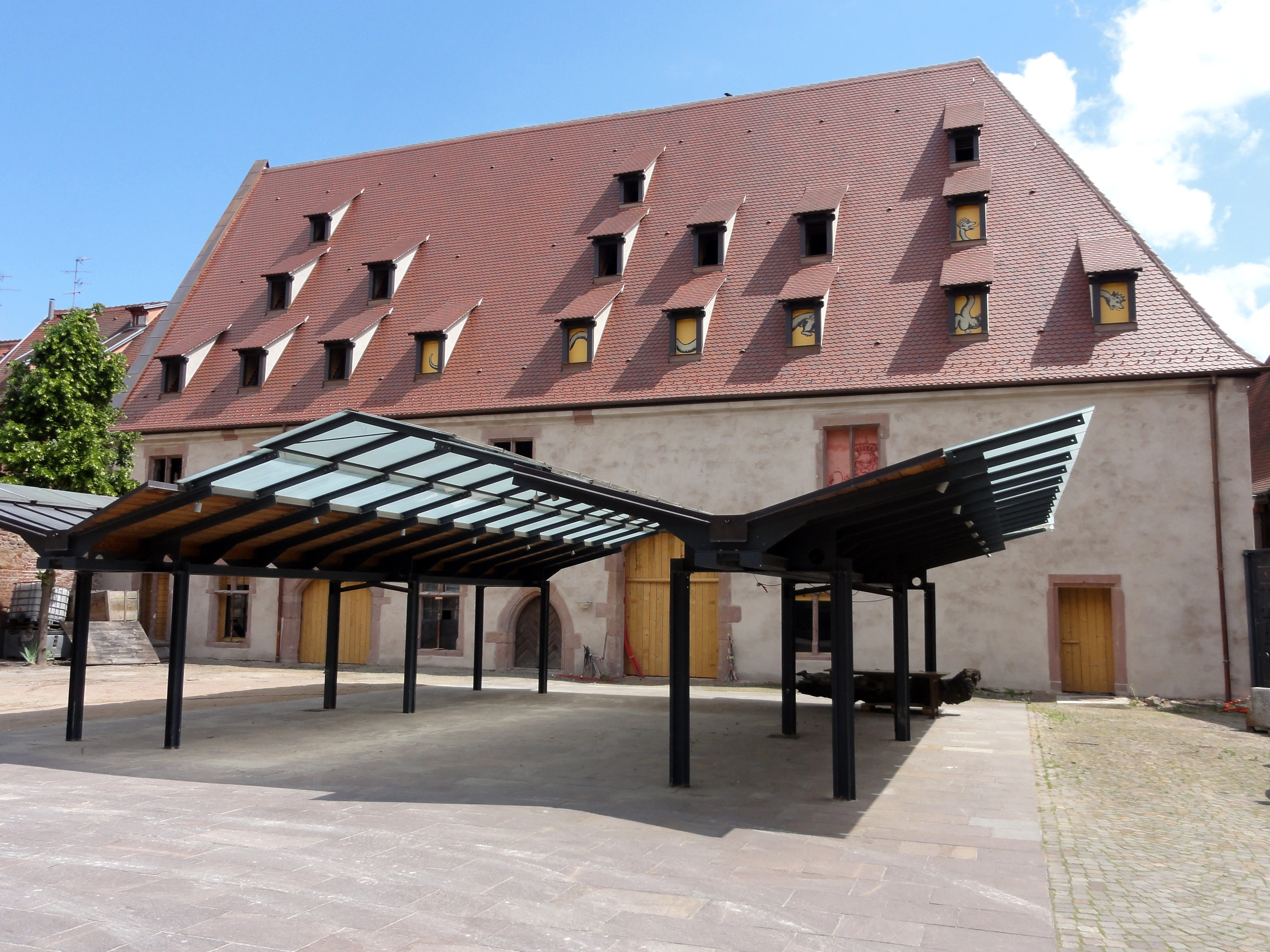
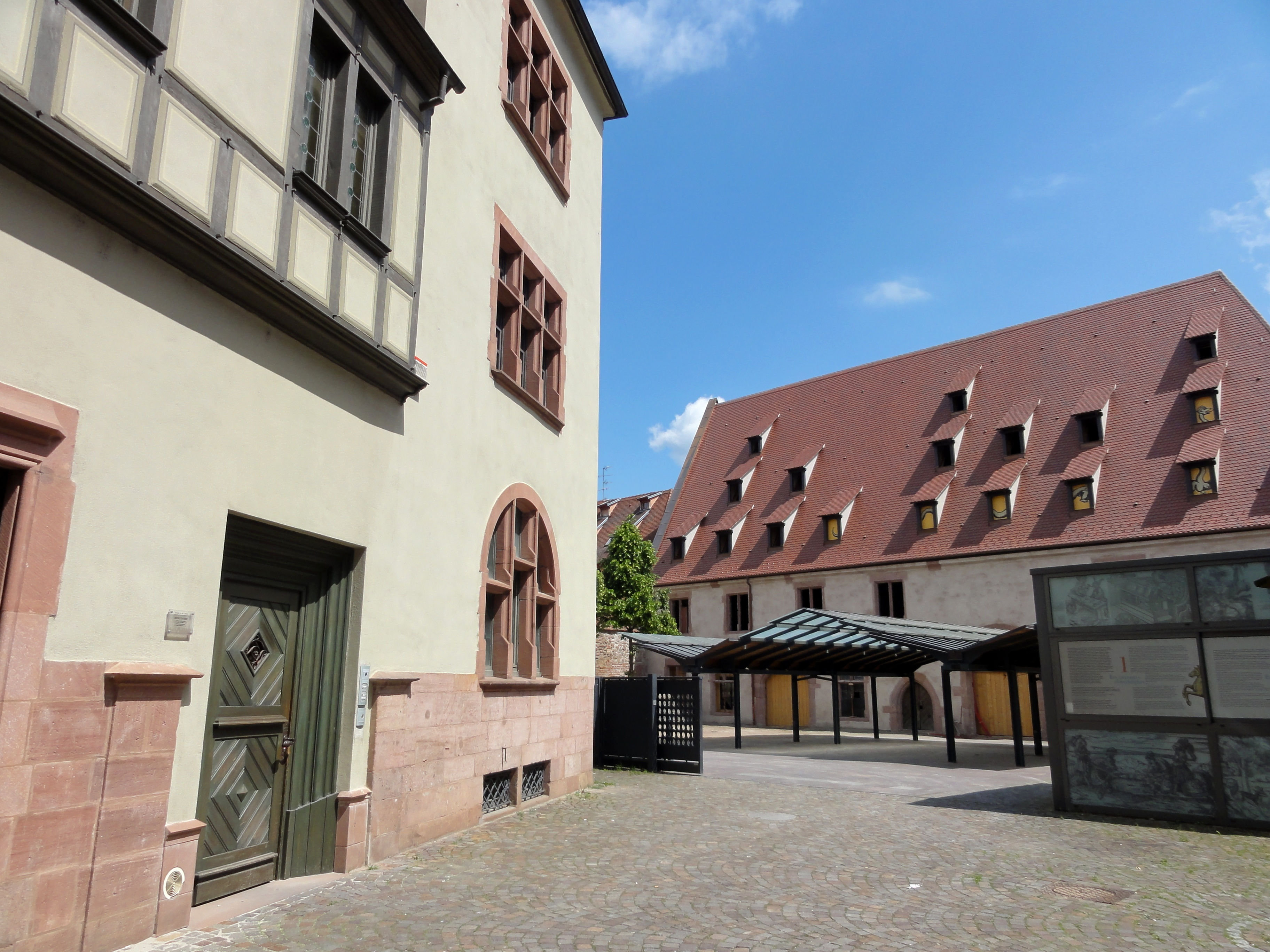
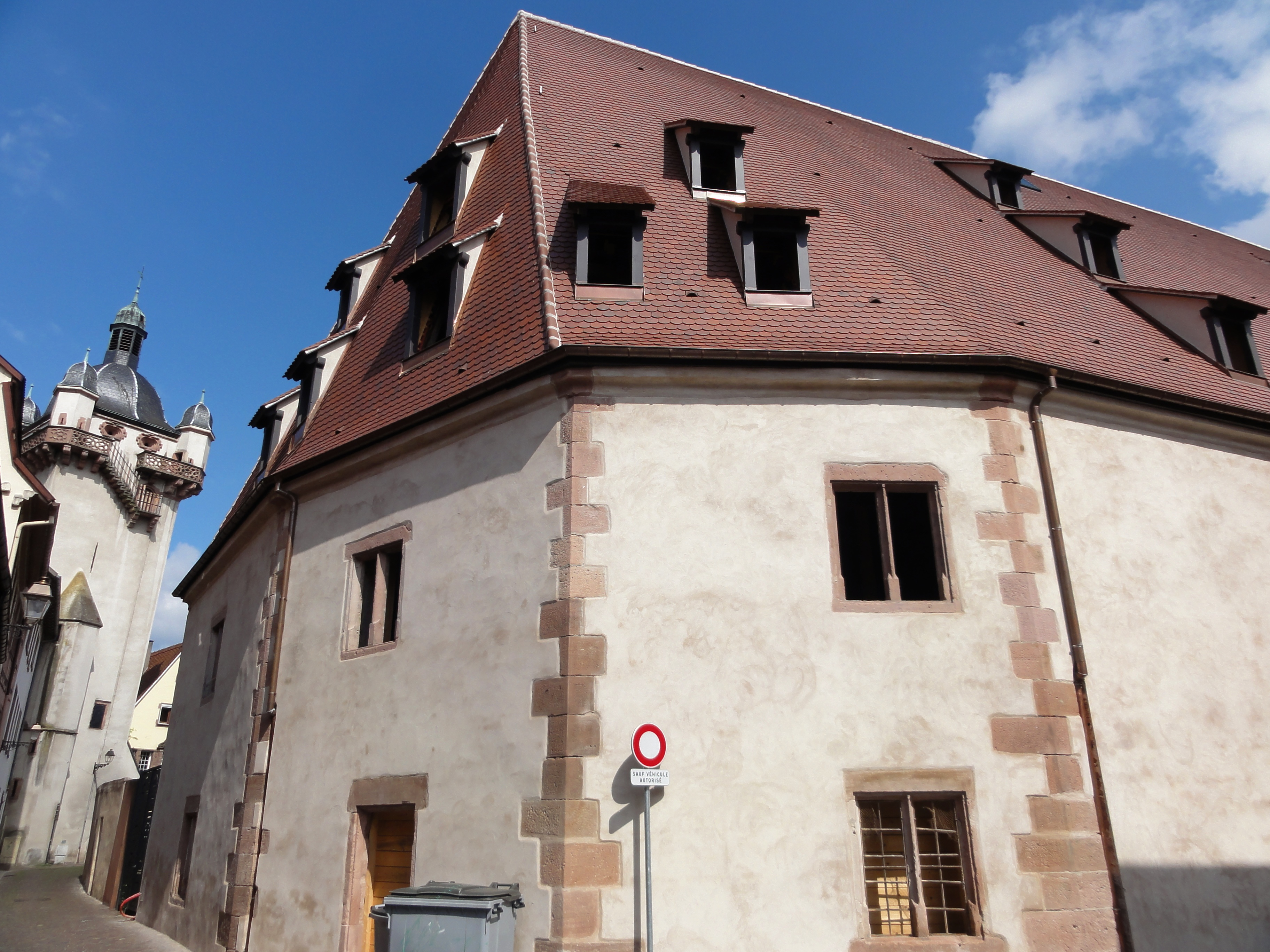
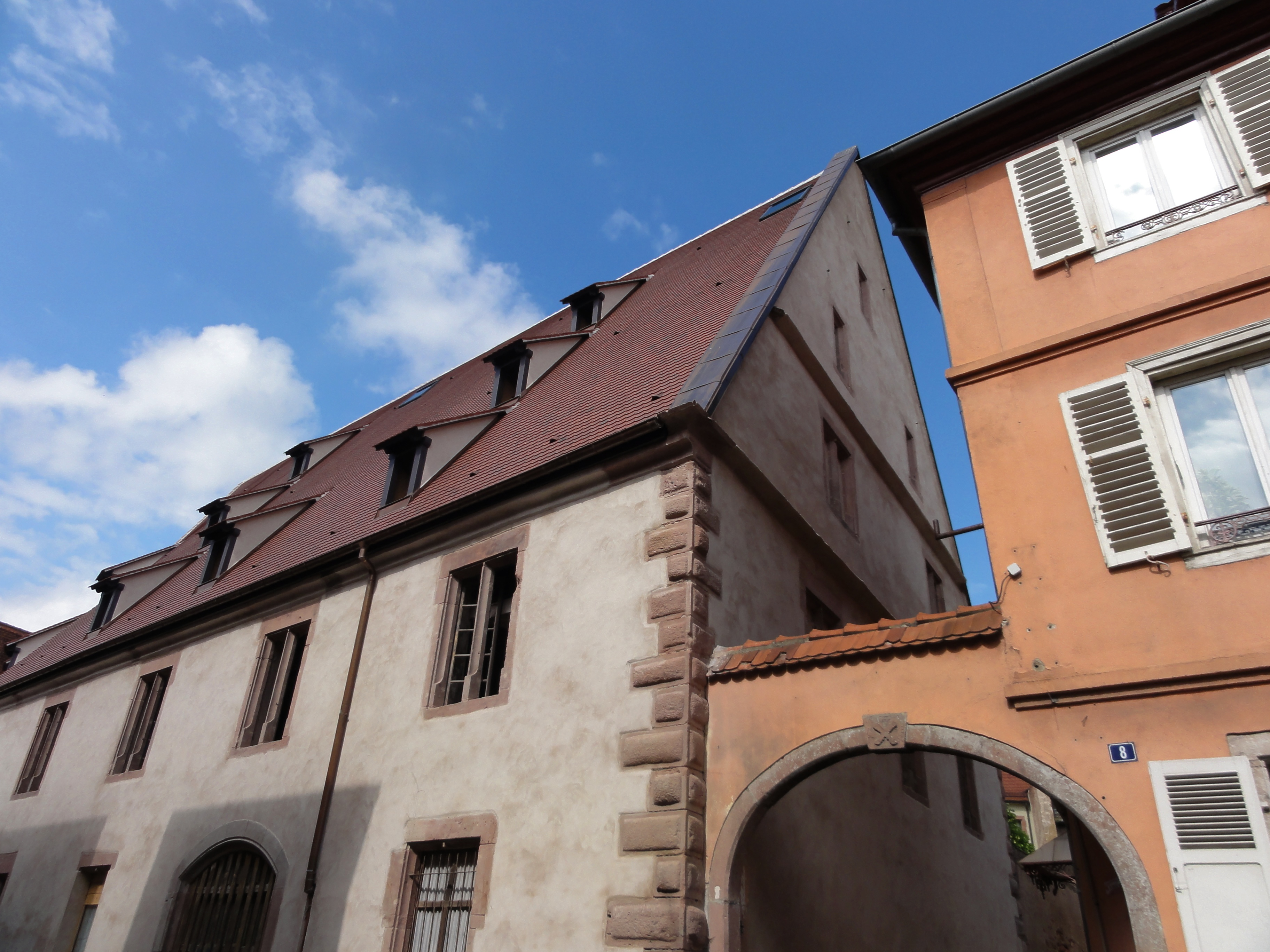